# Kače
Kače (znanstveno ime Serpentes) so mesojedi plazilci brez okončin, ki jih uvrščamo v red luskarjev (Squamata), torej so sorodne kuščarjem, krokodilom in želvam. Trenutno je znanih okrog 3.150 vrst kač, ki jih združujemo v 456 rodov. Živijo na vseh celinah, razen Antarktike in večine manjših otokov.

## Opis
Podobno kot drugi luskarji so kače ektotermni amnioti, katerih telo preraščajo rožene luske. Njihova posebnost je oblika telesa, ki je prilagojeno plazenju skozi luknje. Je podolgovato in vitko (»kačasto«) ter brez okončin. Od podobnih breznogih kuščarjev (npr. slepca) jih ločimo po tem, da nimajo vek in zunanjega ušesa. Po navadi imajo 200 do 400 ali celo več vretenc in samo eno delujoče pljučno krilo. V čeljusti imajo mnoge kače mnogo več sklepov kot drugi plazilci, kar jim omogoča da zelo široko razprejo usta ko požirajo plen. Z razcepljenim jezikom mahajo gor in dol, nato pa konici potisnejo v parni odprtini Jacobsonovega (oz. vomeronazalnega) organa v ustih, ki zaznava kemične delce v zraku (vonj). Ker je odprtina parna, lahko s tem do neke mere določijo tudi smer dražljaja. Nekatere kače imajo tudi čutila, občutljiva na infrardeče valovanje, ki se nahajajo med nosnicami in očmi. Omogočajo jim, da »vidijo« toploto, ki jo oddaja njihov plen.
Telo kač je prekrito s čvrstimi, prekrivajočimi se luskami, ki izraščajo iz povrhnjice. Luske na trebuhu so hrapave da se bolje oprijemajo podlage, sicer pa je površina kače na otip gladka in suha. Razširjena zmotna predstava da so kače sluzaste izvira verjetno iz njihove podobnosti s črvi. Par prozornih lusk prerašča tudi oči, ki so zato ves čas odprte. Kače občasno odvržejo kožo - se levijo. S tem zamenjajo staro, obrabljeno kožo in se znebijo zajedavcev, kot so klopi ter pršice. Levitev naj bi omogočala tudi rast, vendar to pri kačah ni tako nedvoumno kot denimo pri žuželkah. Ker so luske del kože in ne samostojne, morajo kače odvreči celotno vrhnjico naenkrat.

## Ekologija in pomen za človeka
So izključno mesojede živali, ki pogoltnejo cel plen. Prehranjujejo se z majhnimi živalmi, kot so kuščarice, druge kače, mali sesalci, ptiči in njihovimi jajci, ribami, polži ali žuželkami. Večina kač ni strupenih in ubijejo plen tako, da ga pogoltnejo ali zadušijo s stiskanjem. Nekatere nesorodne skupine pa so razvile strup - mešanico različnih toksinov, ki jo izločajo modificirane žleze slinavke. Odpirajo se skozi temu prilagojene zobe - strupnike, ki imajo lahko samo žleb za stekanje ali pri naprednejših vrstah kanal skozi zob.
Človekov strah pred kačami temelji na izkušnjah z redkimi vrstami, ki uporabljajo strup tudi za samoobrambo. Takih je približno 725 vrst po vsem svetu, od tega jih ima 250 tako močan strup da lahko ubijejo človeka z enim ugrizom. Dokumentirani primeri smrti zaradi kačjih ugrizov so tako redki, večinoma povzročijo le bolečo rano. V splošnem pa se kače raje umaknejo nevarnosti in se odzovejo agresivno le kadar nimajo izhoda. Kače pogosto srečamo v mitih in legendah, kjer poosebljajo bodisi dobro, bodisi zlo.

## Taksonomija
V sistemu znanstvene klasifikacije živih bitij obravnavamo skupino kač kot podred in jo uvrščamo med luskarje,   vendar njen natančen filogenetski položaj znotraj luskarjev (v odnosu do drugih podredov) še ni povsem razjasnjen.
Nadalje kače delimo v dva infraredova, ki se ločita po morfoloških in molekularnih znakih, ta dva pa v 18 družin.
- infrared Alethinophidia
  - Acrochordidae (bradavičarke)
  - Aniliidae
  - Anomochilidae
  - Atractaspididae (zemeljski gadi)
  - Boidae (udavi)
  - Bolyeriidae
  - Colubridae (goži)
  - Cylindrophiidae
  - Elapidae (strupeni goži)
  - Loxocemidae
  - Pythonidae (pitoni)
  - Tropidophiidae
  - Uropeltidae
  - Viperidae (gadi)
  - Xenopeltidae (mavričarke)
- infrared Scolecophidia
  - Anomalepididae
  - Leptotyphlopidae
  - Typhlopidae

## Razširjenost
Kače najdemo v raznolikih okoljih, od morja do himalajskega visokogorja skoraj 5000 m visoko. Po drugi strani kač ni na številnih (tudi večjih) otokih, kot so Irska, Islandija in Nova Zelandija.

### Kače v Sloveniji
V Sloveniji živi 11 vrst kač, od tega so le tri strupene. Slovenske strupenjače lahko od daleč prepoznamo po čokatem telesu, zelo kratkem repu in ozki zenici, večinoma pa tudi po značilnem cikcakastem vzorcu na hrbtu. Vendar je ta lahko pri nekaterih osebkih gada in pri laškem gadu nepovezan in tvori prečne proge, pri obeh vrstah pa so pogosti tudi popolnoma črni primerki brez vzorca. 
- modras (Vipera ammodytes)
- laški gad (Vipera aspis)
- navadni gad (Vipera berus)

Polstrupene kače imajo strupnik nameščen globoko zadaj v ustni votlini in zato človeku niso nevarne:
- črnostrel ali mačjeoka kača (Telescopus fallax) - redka v Sloveniji, po letu 1995 zabeležena le ena najdba

Popolnoma brez strupa so:
- progasti gož (Elaphe quatuorlineata)
- navadni gož (Zamenis longissimus)
- kobranka (Natrix tessellata)
- smokulja (Coronella austriaca)
- belouška (Natrix natrix)
- črnica (Hieriphis viridiflavus)
- belica (Hierophis gemonensis).

Na slovenskem je mogoče pričakovati še dve vrsti, ki živita južneje na Balkanskem ali Apeninskem polotoku nedaleč od meje: leopardovko (Zamenis situla) in južnoevropsko zrvo (Malpolon monspessulanus).